# Mury miejskie w Prochowicach
Mury miejskie w Prochowicach – mury obronne z kamienia i cegły wzniesiono wokół Prochowic w latach 1430-1450. Zostały uszkodzone w trakcie wojny trzydziestoletniej w 1642, a ostateczną  rozbiórkę murów przeprowadzono w latach 1813-1830. Pierwotnie miały trzy bramy: Legnicką, Głogowską i Wrocławską, a od XV w. czwartą - Nową (Wołowską).
Do dziś zachowały się ich niewielkie resztki na południowym skraju miasta.